# Kraftwerk Hennickendorf

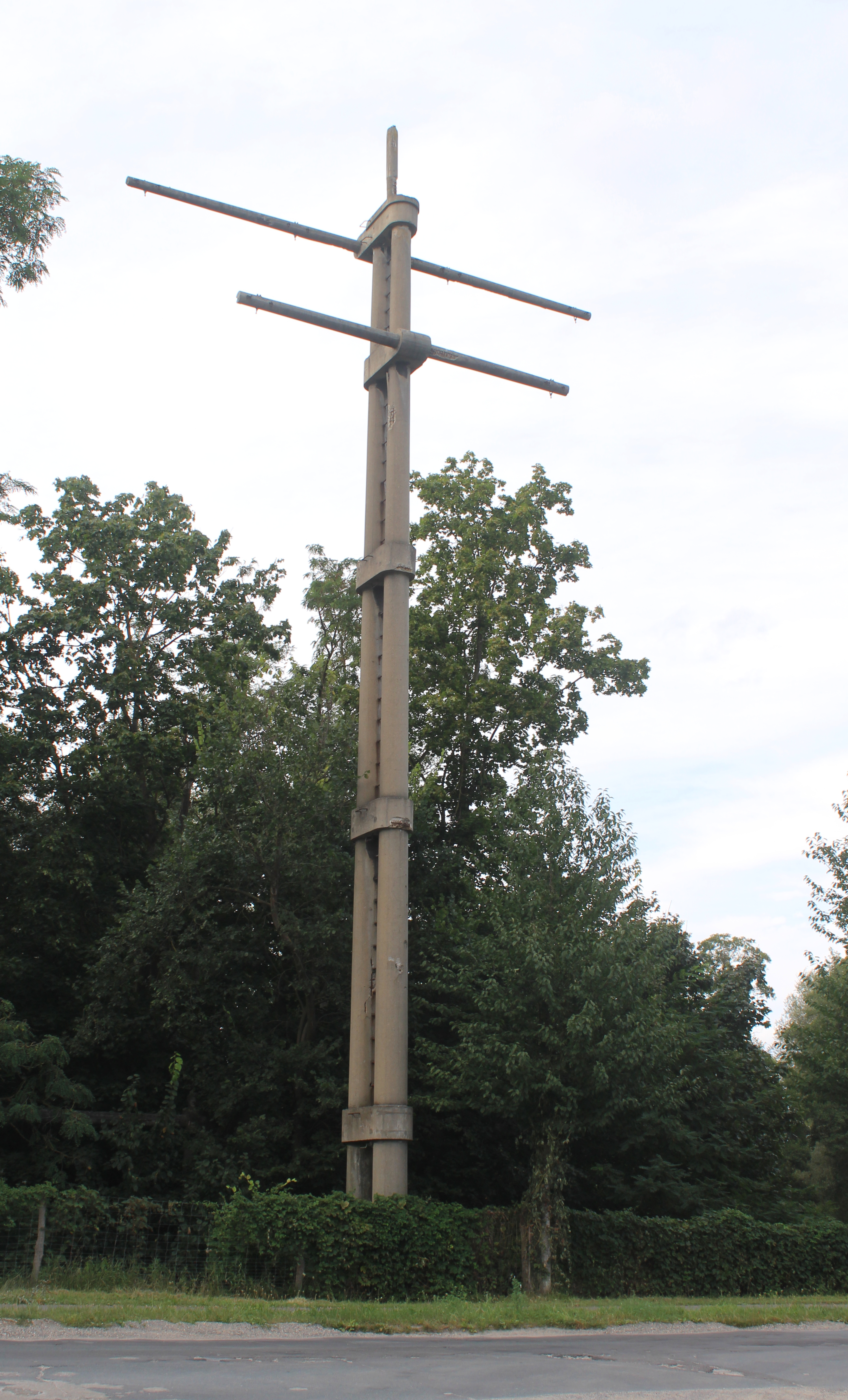
„Langer Rüdiger“ – letzter noch existenter Mast der 110 kV-Leitung vom Kraftwerk Hennickendorf zum Kraftwerk Finkenheerd

Das Kraftwerk Hennickendorf war ein 1915 in Hennickendorf (Brandenburg) in Betrieb genommenes Wärmekraftwerk. Es verfügte über zwei Dampfturbinen mit je 3 MW Leistung und einen Wasserturm mit zwei Behältern, der noch heute existiert und das markanteste Objekt der Anlage ist. Das Werk war mit einer 110-kV-Freileitung, die teilweise auf Betonmasten verlegt war, mit dem Kraftwerk Finkenheerd verbunden.
1946 wurden die Einrichtungen des Werkes von der sowjetischen Besatzungsmacht demontiert. Das leer stehende Gebäude diente bis Mitte der 1970er Jahre als Kulturhaus, dann als Studio der DEFA.
Nach der Deutschen Wiedervereinigung wurde es zuerst als Möbellager verwendet, bevor es lange Zeit ungenutzt blieb. Seit 2016 ist es Veranstaltungsort des Artström-Festivals.